# 안드레아스 췰로
안드레아스 췰로(독일어: Andreas Zülow, 1965년 10월 23일~)는 독일의 전직 권투 선수이다. 동독과 독일 국가대표 선수로 활동했으며 1988년 하계 올림픽 남자 라이트급 종목에서 금메달을 획득했다. 또한 세계 선수권 대회에서 은메달 1개, 동메달 1개를 획득했으며 유럽 선수권 대회에서 은메달 1개를 획득했다.